# Samsung Galaxy S Advance
El Samsung Galaxy S Advance GT-i9070 es un teléfono inteligente, que posee el sistema operativo Android 2.3.6 (Gingerbread) de fábrica y hoy es posible actualizarlo a la versión de Android Jelly Bean 4.1.2, lanzado en abril de 2012, posee una pantalla de 4 pulgadas, una cámara trasera de 5 megapixeles y una frontal de 1.3 megapixeles. Posee revestimiento de Gorilla Glass, con su cámara de 5 megapixeles es capaz de grabar videos en alta definición a 1280x720. Posee un procesador Dual-Core cortex-A9 a una velocidad de 1Ghz, una RAM de 768Mb y su procesador Gráfico es el Mali-400MP que es el mismo del Galaxy S II y Galaxy Note  entre otros, se sitúa en la gama media-alta de los teléfonos inteligentes.
El 7 de enero de 2013 Samsung publicó en la página de SamMobile el Firmware oficial de Jelly Bean 4.1.2 donde está disponible en la versión sin compañía de Rusia. Actualmente Samsung ha revelado varias actualizaciones de Jelly Bean para este dispositivo que generan mejor rendimiento y fluidez al usuario son: 

## Características

### Diseño
- El diseño del Samsung Galaxy S Advance está inspirado en sus hermanos de la familia Samsung Galaxy (Samsung Galaxy S , Samsung Galaxy S II).

- Su diseño es de fácil manejo en una sola mano para el usuario.

- Posee detalles a los costados que lo hacen ver un teléfono elegante.

- Está disponible en el mercado en color negro y blanco.

- Pesa 120 gramos y sus medidas son 123,2 x 63 x 9,69 milímetros.

### Pantalla
Este móvil tiene una pantalla corning Gorilla Glass,(resistente a arañazos), con un tamaño de 4 pulgadas en diagonal y una resolución máxima de 800x480 con 233 ppi. Su pantalla es un Super AMOLED. Su pantalla multitáctil soporta hasta 10 dedos.

### Cámara
Posee una cámara fotográfica en la parte trasera con una resolución máxima de 5 megapíxeles capaz de grabar en alta definición. Viene acompañada de un Flash de tipo LED para mitigar ambientes poco iluminados. También posee una cámara frontal de 1,3 megapíxeles para realizar videollamadas, la cámara cuenta con una interfaz completa y un gran editor.

### Interfaz
Posee la interfaz propia de Samsung, TouchWiz.
- Android Gingerbread:
- Android Jelly Bean: TouchWiz Nature UX.

### Sistema Operativo
Este dispositivo viene incorporado desde fábrica con Android Gingerbread 2.3.6, a partir desde el 7 de enero de 2013 este dispositivo fue actualizado en Rusia al Android Jelly Bean 4.1.2 ;  Se sabía que se actualizaría el día 26/03/13 pero cambiaron fechas para el 24/05/13.
Samsung decidió no actualizar a Android 4.0 Ice Cream Sandwich a este dispositivo ya que Jelly Bean es un firmware más reciente, es decir se actualizó sin pasar por Android 4.0 Ice Cream Sandwich (Disponibles ya varias versiones europeas).
Se ha confirmado que el Galaxy S Advance no actualizará a Android "4.2.2 Jelly Bean" o en adelante de manera oficial, pero el Galaxy S Advance cuenta con un gran desarrollo y es posible actualizarlo a Android Kitkat 4.4.X u hasta el más Reciente, Android "Lollipop" 5.0.X y 5.1.1, Android " Gracias a diferentes Rom´s que existen para este teléfono.

### Música, Radio FM y Podcast
Dispone de un reproductor de música que es compatible con la gran mayoría de formatos como pueden ser MP3 FLAC, WAV, AAc, AAC+, entre otros. Tiene sintonizador de radio FM Mono integrado y permite ver contenido RDS en la pantalla del móvil como, por ejemplo, la frecuencia de la emisora que se está sintonizando así como el nombre del programa que está sonando.

### Video
Graba vídeo en resolución máxima de 1280x720 y reproduce en diferentes formatos, como MPEG4 o AVI. Permite ver vídeos del famoso portal YouTube con una aplicación instalada en el terminal y así tener una experiencia de uso más cercana a lo que habitualmente se puede hacer desde una computadora. 

### GPS
Tiene GPS, el cual podrá usarse con los servicios propietarios de Google como Google Maps o con otros programas con diferente cartografía. Además es compatible con la geolocalización asistida o A-GPS.

### Aplicaciones
Gracias a la tienda de aplicaciones Google Play, el usuario tendrá acceso a todas las aplicaciones disponibles en la tienda de Google y también posee la Store de Apps de Samsung Apps.
Dentro de la tienda existen aplicaciones tanto gratuitas como de pago pasando por diferentes categorías como juegos, aplicaciones para la productividad personal o profesional e incluso herramientas para sacar el máximo partido al terminal.

### Memoria y potencia
Cuenta con un procesador Cortex-A9 dual-core de 1GHz y su procesador Gráfico es el Mali-400MP el cual es potente y hace que el teléfono brinde una buena experiencia al usuario, la memoria RAM es de 768Mb y su Memoria interna es de 8GB.

### Autonomía
La batería tiene una capacidad de 1500 mAh.
| Predecesor: Samsung Galaxy S II Plus | Serie S de la línea Samsung Galaxy 2012 | Sucesor: Samsung Galaxy S III |